# Петухов, Вячеслав Георгиевич
Вячеслав Георгиевич Петухов (род. 25 октября 1960 года) — российский учёный в области механики космического полёта и управления движением космических аппаратов, член-корреспондент РАН (2016).
Доктор технических наук (2013), начальник отдела НИИ прикладной механики и электродинамики МАИ.
В 2016 году — избран членом-корреспондентом РАН.

## Научная деятельность
Специалист в области механики космического полёта и оптимального управления движением космических аппаратов, автор 121 научной работы, из них 1 монографии и 1 патента.
Основные научные результаты:
- разработан комплекс методов продолжения для решения задач оптимизации межпланетных и межорбитальных траекторий космических аппаратов с электроракетными двигательными установками;
- исследованы фундаментальные закономерности оптимальных траекторий и оптимальных программ управления космических аппаратов с электроракетными двигательными установками;
- разработан устойчивый, близкий к оптимальному метод управления орбитальным движением с обратной связью для космических аппаратов с электроракетными двигательными установками;
- разработаны эффективные методы совместной оптимизации траектории и основных проектных параметров космических аппаратов с электроракетными двигательными установками.

Ведёт преподавательскую работу в МАИ, где читает курсы лекций по теории движения и проектно-баллистическому анализу космических аппаратов.

## Награды
- Премия Правительства Российской Федерации в области науки и техники (в составе группы, за 2015 год) — за разработку и внедрение в промышленное производство унифицированной высокоэнергетической космической платформы «Экспресс-2000» и создание на её базе современных, конкурентоспособных космических аппаратов связи и телекоммуникаций[3]